# Euphrosyne d'Opole
Euphrosyne d’Opole (en polonais Eufrozyna opolska) est née vers 1229 et morte le 4 novembre 1292 ou 1293. Elle est duchesse de Cujavie, ensuite de Poméranie.

## Biographie
De la dynastie des Piast, elle est la fille de Casimir Ier, le duc d’Opole et de Racibórz. Elle est la sœur de Mieszko, Ladislas et Więcesława.
Vers 1257, elle devient l’épouse de Casimir Ier de Cujavie. Elle lui donne trois fils (Ladislas Ier le Bref, Casimir II de Łęczyca et Siemovit de Dobrzyń) et une fille (Euphémie).
Selon la Chronique de Grande Pologne, Euphrosyne aurait voulu que ses enfants héritent du duché de leur père. À cette fin, en 1260, elle aurait tenté d’empoisonner Lech II le Noir et Siemomysl d’Inowrocław, deux fils de Casimir issus d’un mariage précédent. C’est sans doute ce qui explique la révolte de ceux-ci contre leur père en 1261. Après le décès de Casimir Ier de Cujavie le 14 décembre 1267, Euphrosyne exerce la régence au nom de ses fils. À cette occasion, elle règle des différends frontaliers avec l’Ordre Teutonique, grâce à la médiation de Boleslas le Pieux, le duc de Grande-Pologne. 
En 1275, Ladislas Ier le Bref est déclaré majeur et Euphrosyne épouse en secondes noces Mestwin II, le duc de Poméranie. Cette union reste stérile. Ils se séparent en 1288.
Euphrosyne d’Opole décède en Cujavie et est inhumée dans l’église des Dominicains de Brześć Kujawski. 